# Xerox Success
Xerox Success es el tercer álbum de estudio de la banda de thrash metal noruega Equinox, publicado en 1992.

## Lista de canciones
| N.º | Título              | Duración |  |
| 1.  | «Xerox Success»     | 3:40     |  |
| 2.  | «Souls at Zero»     | 4:40     |  |
| 3.  | «Lost Control»      | 4:15     |  |
| 4.  | «Jabbermouth»       | 2:11     |  |
| 5.  | «My Sweet TV»       | 5:19     |  |
| 6.  | «Now!»              | 3:13     |  |
| 7.  | «Slave to the Whim» | 3:42     |  |
| 8.  | «Nothing at All»    | 4:06     |  |
| 9.  | «Damned»            | 2:56     |  |
| 10. | «Sucumb to the Law» | 6:06     |  |

## Créditos
- Grim Stene – Voz y guitarra
- Tommy Skarning – Guitarra
- Skule Stene – Bajo
- Ragnar Westin – Batería